# Alfa-L-fucosidasa
La alfa-L-fucosidasa es una enzima hidrolítica que se encuentra en los lisosomas de los leucocitos y fibroblastos, principalmente. Esta enzima desarrolla una función muy importante en el metabolismo de ciertos glucolípidos, glucoproteínas y oligosacáridos, llamados fucósidos. La alfa-L-fucosidasa se encarga entonces de catalizar su hidrólisis. En efecto, mediante esta hidrólisis, se separa la fucosa (uno de los ocho monosacáridos esenciales de la especie humana) del resto de la proteína, del glúcido o del lípido. 
La ausencia o la disfuncionalidad de esta enzima provoca una acumulación de todos estos componentes en los tejidos. Ésta es una enfermedad rara y se conoce con el nombre de fucosidosis. 
Recientemente, se han realizado estudios de investigación centrados en esta enzima que han mostrado que existen numerosas aplicaciones biomédicas, como por ejemplo, emplearla como marcador de células cancerígenas o incluso puede aportar grandes avances en la investigación del cáncer de mama.

## Función principal
Es un enzima hidrolítica, que cataliza la hidrólisis de un alfa L-fucósido para dar lugar a un alcohol y L-fucosa. Tiene como funciones añadidas la hidrólisis de enlaces O-glicosídicos y la transglicosilación.
La reacción química catalizada es la siguiente:

α-L-fucósido + H2O -----> L-fucosa + un alcohol

## Clasificación
Esta enzima está incluida en el grupo de las hidrolasas, que son enzimas que catalizan la segmentación de un enlace químico con la adición de agua. Dentro de este grupo se encuentran las ácido anhídrido hidrolasas, las adenosilhomocisteinasas, las amidohidrolasas, las aminohidrolasas, las enzimas activadoras de complemento, las epóxido hidrolasas, las esterasas, la pancreatina, las péptido hidrolasas, las ureohidrolasas y finalmente las glicósido hidrolasas, a las cuales pertenece la alfa L fucosidasa.
La función de éstas es catalizar la hidrólisis del acoplamiento glicosídico para formar dos azúcares más pequeños. Son enzimas muy comunes con papeles importantes en la naturaleza, como por ejemplo la degradación de biomasa (celulosa y hemicelulosa), defensa antibacteriana (como las lisozimas), en mecanismos patogénicos y en funciones celulares normales (ajuste de manosidasas implicadas en la biosíntesis de glicoproteínas N-ligadas) 
Junto con las glicosil transferasas, las glicosidasas forman la principal maquinaria catalítica para la síntesis y ruptura de enlaces glucosídicos. 

## Estructura

### Estructura terciaria y cuaternaria
La Alfa-L-fucosidasa es una proteína homodimérica, es decir, que está compuesta por dos cadenas de 466 aminoácidos cada una de los cuales los 31 primeros corresponden a la señal peptídica. 

#### Secuencia de aminoácidos
La secuencia de aminoácidos presente en Homo sapiens de la enzima alfa-L-fucosidasa es:
```
MRAPGMRSRP AGPALLLLLL FLGAAESVRR AQPPRRYTPD WPSLDSRPLP 50                                                            
AWFDEAKFGV FIHWGVFSVP AWGSEWFWWH WQGEGRPQYQ RFMRDNYPPG 100                                                                
FSYADFGPQF TARFFHPEEW ADLFQAAGAK YVVLTTKHHE GFTNWPSPVS 150                                                                
WNWNSKDVGP HRDLVGELGT ALRKRNIRYG LYHSLLEWFH PLYLLDKKNG 200                                                                       
FKTQHFVSAK TMPELYDLVN SYKPDLIWSD GEWECPDTYW NSTNFLSWLY 250                                                                  
NDSPVKDEVV VNDRWGQNCS CHHGGYYNCE DKFKPQSLPD H
KWEMCTSID
   300                                                     
KFSWGYRRDM ALSDVTEESE IISELVQTVS LGGNYLLNIG PTKDGLIVPI 350                                                               
FQERLLAVGK WLSINGEAIY ASKPWRVQWE KNTTSVWYTS KGSAVYAIFL 400                                                         
HWPENGVLNL ESPITTSTTK ITMLGIQGDL KWSTDPDKGL FISLPQLPPS 450                                                  
AVPAEFAWTI KLTGVK                                        466
```

### Centro  activo
La secuencia de aminoácidos que aparece destacada en negrita corresponde al centro activo de la enzima, que se sitúa entonrno al aminoácido nº296. La secuencia destacada alterna un aaminoácido de cadena lateral hidrofóbica y otro de cadena lateral hidrofílica y/o cargada eléctricamente. De esta manera, los grupos hidrofóbicos se exponen hacia el interior de la proteína(sobre todo Trp, Met, y Ile), mientras que los hidrofílicos(Lys, Glu, Cys, Ser y Asp) se orientan hacia el exterior. Así pues, encontramos, en el centro activo, dos carboxilatos que serán cruciales para la catálisis de la hidrólisis.

## Mecanismo de reacción
Es sabido que en el interior del lisosoma, el pH es ácido, en torno a 4,8. En efecto, este valor es cercano al pKa del aspartato y el glutamato, lo que justifica la presencia de la forma protonada i desprotonada del grupo carboxilo.
Para la enzima estudiada, la hidrólisis se efectúa a través de un mecanismo de inversión, es decir, un residuo carboxilato empieza deprotonado y acaba protonado y el otro viceversa.
La reacción tiene lugar en dos etapas:
En la primera etapa, el carboxilato actúa como una base y capta un protón de la molécula de agua para formar el ácido y el hidróxido. El balance de la primera etapa es el siguiente:  ENZ-COO- +H2O →ENZ-COOH +HO-
En la segunda etapa, el producto de la reacción anterior, el hidróxido nucleófilo ataca al carbono electrófilo, y se forma el enlace C-O,  y mientras, el oxígeno del radical ataca al hidrógeno del otro ácido que libera el protón para formar el enlace H-O .

## Propiedades
Podemos observar una serie de propiedades que son comunes entre las distintas hidrolasas y otras enzimas, pero a la vez encontramos algunos detalles que la caracterizan. Los estudios realizados para hallar sus propiedades químicas utilizaron como substrato el p-nitrofenil α-L-fucósido.

### Distintas afinidades según el sustrato
Podemos observar que esta enzima presenta distinta afinidad respecto a distintos sustratos, eso se debe a que la fucosidasa presenta distintos valores de la constante de Michaelis y Menten (km). Por ejemplo, la enzima presenta una gran afinidad con 4-metilolumbelliferill-alfa-L-fucopiranósido, ya que su km es de 0,05 mM, eso significa que necesita esa poca concentración para adquirir la mitad de su velocidad máxima. En cambio, observamos menos afinidad con Fuc-alpha-(1-2)-Gal, con una km=2,9 mM. 
| Sustrato                                    | Km(mM) |
| Fuc-alpha-(1-2)-Gal                         | 2,9    |
| 4-methylumbelliferyl-alpha-L-fucopyranoside | 0,05   |

### Inhibidores
Esta hidrolasa, también presenta diferentes inhibidores que disminuyen su afinidad con el sustrato, o que la paralizan. Estas moléculas se mesuran con una constante de disociación (Ki). Por ejemplo tenemos los siguientes inhibidores:
| Inhibidor                                                                                         | Ki        |
| 3-(1H-indol-3-yl)-N-(((2R,3R,4R,5R,6S)-3,4,5-trihydroxy-6-methylpiperidin-2-yl)methyl)propanamide | 0,0000056 |
| (R)-2-aminobutanol                                                                                | 200       |

### Parámetros funcionales
En la siguiente tabla se especifica el rango en que la enzima es funcional, pero el pH óptimo y la temperatura óptima dependerá de más factores como el sustrato, dónde se desarrolle la reacción, de la isoformidad de la enzima, etc. Ahora bien, si sobrepasamos estos rangos, la proteína se desnaturalizará. 
| Parámetro | mín. | máx. |
| pH        | 3,9  | 6,9  |
| pI        | 6    | 7,1  |

Otro parámetro funcional importante es la temperatura. La temperatura óptima de funcionamiento para la enzima es de 37 °C.

## Biosíntesis
La biosíntesis de la enzima alfa-L-Fucosidasa está codificada por el gen 1p36-p34 (Locus FUCA1). Consiguientemente, se desarrolla la biosíntesis común proteica, en parte en el citosol y otra parte en el retículo endoplasmático rugoso, donde adquirirá los oligosacáridos correspondientes y hallará su estructura terciaria correcta con la ayuda de la proteína chaperona. También en el retículo endoplasmático rugoso, se le añadirá una Manosa, que se fosforilizará en su sexto enlace en el Aparato de Golgi por una kinasa. Así, la enzima seguirá su proceso hasta llegar al compartimento endosomal, donde mediante un bombardeo de protones y un pH ácido, se disociará del receptor Manosa-6-Fosfato adquiriendo su funcionalidad. Finalmente por la vía de vesículas de transporte, la enzima será transportada en el lisosoma, donde hallará su función.

## Fucosidosis
La fucosidosis es una enfermedad relacionada con la deficiencia de alfa-L-Fucosidasa, capaz de desenlazar la L-fucosa de distintos oligosacáridos, glicolípidos y glicoproteínas. Así las cosas, una acumulación excesiva de fucosa, es correlativa a la acumulación de glicolípidos y oligosacáridos en tejidos corporales como pueden ser el cerebro y el hígado, y la acumulación en la orina. 
Podemos decir que la fucosidosis es una de las 45 enfermedades genéticas que alteran la funcionalidad del lisosoma. Este enfermedad es de origen genético, debido a una mutación del gen antes mencionado 1p36-p34 (locusFUCA 1) que codifica la síntesis de la enzima, llegando a evaluar hasta 20 distintas mutaciones del gen. La enfermedad es de transmisión hereditaria recesiva. Por lo tanto, se necesitan dos portadores del gen para transmitirla. 
La fucosidosis ha sido clasificada como una enfermedad poco frecuente por la Office of Rare Diseases (ORD) del Instituto Nacional de Salud (NIH), que clasifica una enfermedad como poco frecuente si su prevalencia es menor a la de 1 persona afectada por 2000 habitantes. En el caso de los Estados Unidos, sólo hay diagnosticados 200000 habitantes de la población, la cual llega a una cifra de 316,1 millones. 
Podemos diferenciar 3 tipos diferentes de fucosidosis:
- Tipo 1: siendo esta la más grave de las tres, comienza sobre los 10 meses de edad. Sus síntomas principales son rasgos faciales toscos, agrandamiento del hígado, bazo y/o corazón, retraso mental, convulsiones, formación ósea anormal, deterioro progresivo del cerebro y médula espinal y aumento o disminución de la sudoración. Los enfermos no suelen tener lesiones vasculares (a no ser que tenga una rápida regresión psicomotora), signos neurológicos graves ni desenlace fatal antes del sexto año.
- Tipo 2: tiene síntomas más suaves y lentos que el primer tipo y no aparece hasta pasados alrededor de 18 meses. Aparece un crecimiento córneo o verrugoso sobre los vasos de la piel. No obstante sigue siendo una enfermedad grave.
- Tipo 3: es considerada leve y solo aparece a los 1-2 años desde el nacimiento.

## Aplicaciones

### Alfa-L-fucosidasa como marcador tumoral del carcinoma hepatocelular
Esta enzima lisosomal, presente en todas las células de los mamíferos, ha sido recientemente propuesta como marcador tumoral del cáncer más común de hígado, el hepatocarcinoma. Se ha demostrado que la media del valor de la actividad de la enzima en pacientes con carcinoma hepatocelular es significantemente mayor que en pacientes con cirrosis, hepatitis crónica, otros neoplasmas malignos, otras enfermedades y los sujetos del grupo control.
Tiene cierta ventaja sobre otros marcadores como la alfa fetoproteína o la isoenzima de la gammaglutamil transferasa debido a su rapidez, facilidad de medición y su bajo precio respecto los otros dos. Tiene una alta sensibilidad y especificidad, cosa que la hace conveniente para su adaptación a los analizadores clínicos automatizados para su uso en el cribado a gran escala para el diagnóstico precoz del carcinoma. 

### Alteraciones de la enzima en el proceso tumoral
Habiendo demostrado un deterioro en la actividad de la alfa-L-fucosidasa en tumores de colon, se determinó la actividad y propiedades de la enzima durante la diferenciación de las células HT-29 de cáncer de colon a fin de establecer un modelo in vitro para estudiar esta enzima en este tipo de cáncer. 
Los cultivos debían diferenciarse en células de tipo enterocito, aquellas encargadas de absorber las moléculas alimenticias que pasan por el intestino y transportarlas al interior del organismo. Se observó que los niveles intracelulares de actividad de la alfa-L-fucosidasa eran menores en las células no diferenciadas que en las que sí lo habían hecho. Los cambios observados en las células indiferenciadas (pH más ácido, alta temperatura, enzima encontrada en forma monomérica) son muy similares a los observados entre el tejido normal de colon y los tumores de colon. Por lo tanto, se sugiere que la diferenciación de células de cáncer de colon HT-29 se podría utilizar como un modelo para estudiar las alteraciones de la enzima alfa-L-fucosidasa durante la progresión del proceso tumoral.

### Importancia de la enzima en la función de reproducción
Podemos encontrar en cantidades sustanciales dos isoformas distintivas de la enzima alfa-L-fucosidasa en el semen humano, cosa que sugiere funciones especializadas de ésta durante la reproducción. Tras varios estudios, podemos decir que la enzima tiene un papel importante en las interacciones íntimas entre espermatozoides y ovocitos. Esto supone cierta relevancia en la función reproductiva de los seres humanos, tanto en el proceso natural como a través de tecnologías de reproducción asistida.

### Relación con la bacteria Helicobacter pylori
La bacteria Helicobacter pylori infecta el epitelio gástrico humano, causando úlceras, gastritis y en algún caso cáncer gástrico. Se ha descubierto que el gen FUCA2, que codifica alpha-L-fucosidasa de plasma, tiene una importante conexión con la adhesión, el crecimiento, y la patogenicidad del H. pylori. Además, se sugiere que la enzima es un objetivo potencial para el diagnóstico clínico y la intervención terapéutica de las enfermedades relacionadas con el Helicobacter pylori.

### Relación con el cáncer de mama
En un estudio para identificar biomarcadores glicobiológicos que indicaran la sensibilidad ante el trastuzumab, un anticuerpo monoclonal humanizado contra el HER2 (proteína causante de cáncer de mama), se descubrió que el seguimiento de la actividad de la alfa-L-fucosidasa puede proporcionar información útil para determinar la terapia del cáncer clínico y proporcionar nuevos descubrimientos haciendo uso de herramientas glicobiológicas en el campo del cáncer de mama.